# Marie von Schleinitz
Pour les articles homonymes, voir Schleinitz.
Marie comtesse de Schleinitz-Wolkenstein (* 22 janvier 1842 à Rome; † 18 mai 1912 à Berlin) était une des plus célèbres salonnières allemandes dans la deuxième moitié du XIXe siècle et la plus importante protectrice de Richard Wagner.

## Vie
Marie von Schleinitz (de) est la fille du diplomate prussien, Ludwig August von Buch (de) (1801-1845) et de son épouse Marie, née von Nimptsch (1820-1897) qui, devenue veuve, se remaria au prince von Hatzfeldt. À partir des années 1860, Marie von Buch vit à Paris, avant de se marier en 1865 au ministre prussien de la Maison royale, le baron Alexander von Schleinitz et d'emménager à Berlin. En 1886, elle part pour Saint-Pétersbourg avec son deuxième mari, et en 1894, elle s'installe à Vienne. En 1903, elle rentre définitivement dans la capitale allemande où elle meurt en 1912, âgée de soixante-dix ans.

## Famille

### Mariages
Le 1er janvier 1865, Marie von Buch épouse Alexander von Schleinitz (1807-1885), âgé de trente-cinq ans de plus qu'elle. En 1879, l'empereur Guillaume Ier l'élève avec sa femme au rang de comte. Après la mort d'Alexandre, Marie se marie avec un diplomate autrichien, le comte Anton von Wolkenstein-Trostburg (1832-1913) le 16 juin 1886. Elle n'a d'enfants ni de l'un ni de l'autre mariage.

### Parents
La mère de Marie, la princesse Hatzfeldt, était aussi une salonnière, autant que sa grand-mère, Léocadie von Nimptsch (1802-1867), autrefois protectrice de Hoffmann von Fallersleben et d'autres, qui introduisait la jeune Marie dans le beau-monde français pendant son séjour parisien, initiation à laquelle la baronne devait aussi sa connaissance remarquable du français. Bernhard von Bülow, plus tard chancelier impérial allemand, raconte dans ses Mémoires qu'on appelait autrefois à Paris les deux dames « la jeune Bûche et la vieille Nymphe ».

## Protectrice de Wagner
« Mimi », comme elle est appelée de ses intimes, avait appris le piano dans sa jeunesse à niveau professionnel et garde toute sa vie une grande affinité pour la musique. Elle lit beaucoup, par exemple Goethe, Schopenhauer et Nietzsche, et se fait peu à peu un nom comme la protectrice la plus engagée de Richard Wagner. Après avoir fait sa connaissance en 1863 lors d'un concert à Breslau, elle commence à apprécier de plus en plus sa musique, ce qui la conduit à le protéger tenacement à la cour de Prusse dans les années 1860 et 1870. Grâce à elle, l'empereur Guillaume Ier, qui lui faisait la cour mais n'aimait guère la musique, se rend à l'inauguration du Festival de Bayreuth en 1876. Mimi est aussi l'amie intime de l'épouse du compositeur, Cosima Wagner. D'après un on-dit de l'époque, 
« Wagner devait son succès dans la société particulièrement à deux dames du monde qui l'avaient protégé chez leurs souverains: à la princesse de Metternich qui à Paris avait intéressé l'empereur Napoléon III à son sujet, et à Marie von Schleinitz, son admiratrice acharnée à Berlin. »

## Salon

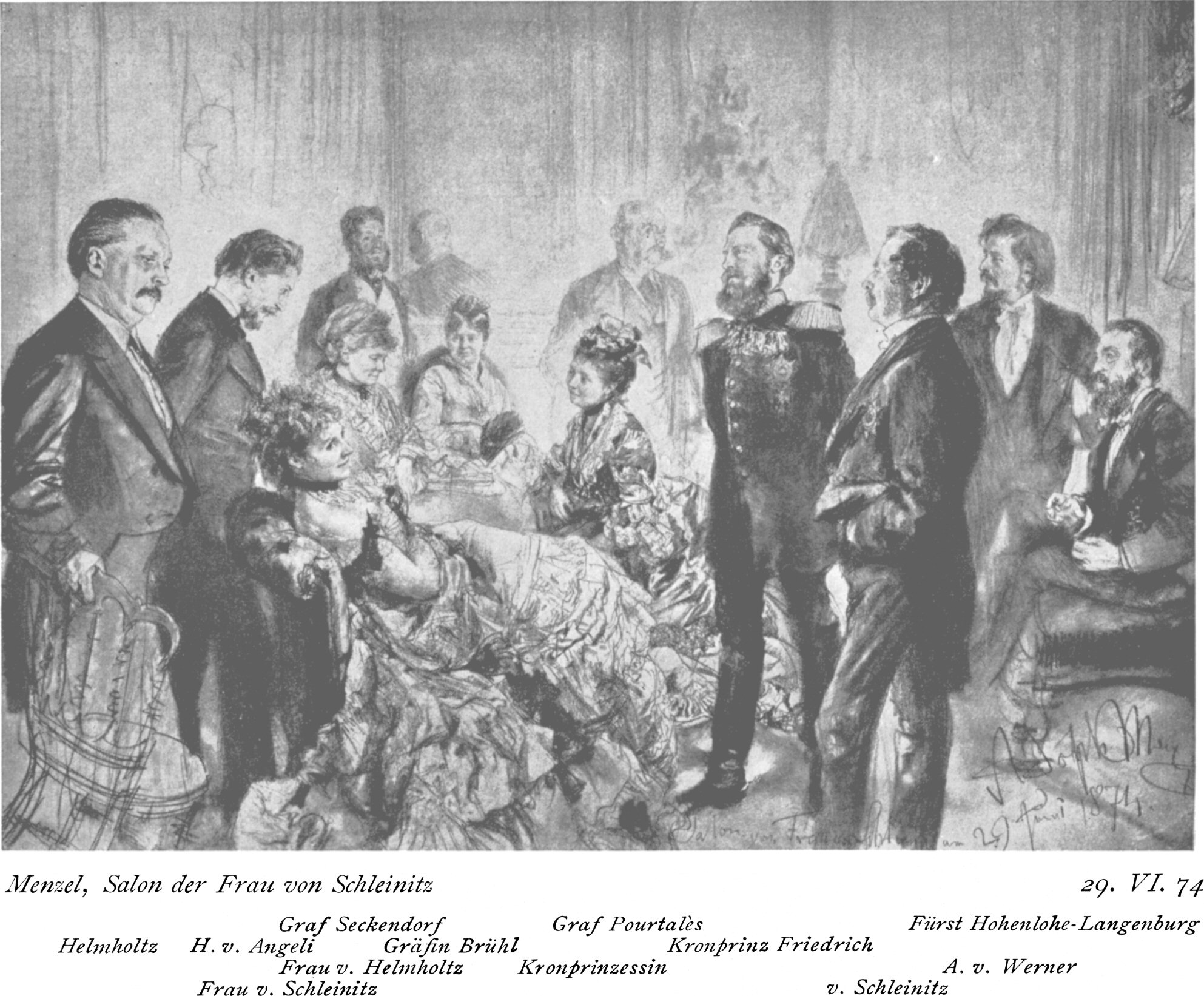
Soirée chez Madame von Schleinitz. Dessiné par Adolph von Menzel, 1874.

À partir de 1865, Marie von Schleinitz ouvre un salon littéraire à Berlin qui bientôt devient fameux dans tout le pays. Entre 1886 et 1903, elle tient aussi un salon à Saint-Pétersbourg et à Paris, dus aux postes diplomatiques de son deuxième mari. Son salon berlinois est l'un des plus brillants de son époque, dû au charme et à la beauté de son hôtesse aussi bien qu'à ses qualités intellectuelles et émotionnelles. Aussi, elle attire rapidement, non seulement des hommes d'État, mais aussi des artistes, écrivains et surtout des musiciens; pas seulement des aristocrates, mais aussi des bourgeois intéressés aux arts et à la philosophie. Bien qu'elle appartienne elle-même à l'ancienne noblesse prussienne, Mimi s'acquitte de tous les préjugés de son état, n'acceptant aucun autre critère pour être admis à son salon que l'esprit pour le vrai et le sentiment pour le beau. Grâce à son engagement protecteur, son salon devient le centre du wagnérisme allemand. Parmi ses habitués, se trouvent beaucoup de compositeurs et de peintres, mais aussi des officiers appréciant les beaux arts et des députés du Reichstag. Son salon devient aussi un foyer du libéralisme bien isolé au milieu de la société bismarckienne de Berlin, où la plupart des aristocrates et des officiers suivent des idées exclusivement conservatrices et ne s'intéressent que peu aux arts et aux lettres.
L'auteur français Pierre de Lano, ayant été invité plusieurs fois au salon de la belle comtesse, résume ainsi le regret qu'on sentait à Berlin à cause du départ de Mimi pour la Russie, où le comte Wolkenstein (de) était devenu ambassadeur autrichien en 1886:
« La comtesse de Schleinitz a été très regrettée, car elle est femme d'esprit et possède un grand talent musical; car elle aimait à réunir des gens intelligents autour d'elle, à faire échange de pensées avec les hommes en vue, à discuter même les événements et à tirer, de leur marche bonne ou mauvaise, quelque philosophie. »

## Habitués du salon
| - Empereur Guillaume Ier - Empereur Guillaume II - Impératrice Augusta - Heinrich von Angeli - Désirée Artôt - Max de Bade - Reinhold Begas - Franz Betz - Gustav Friedrich von Beyer - Otto von Bismarck - Arnold Böcklin - Lothar Bucher - Bernhard von Bülow - Daniela von Bülow - Hans von Bülow - Ernst Dohm - Karl Anton Eckert (de) - Philipp zu Eulenburg | - Arthur de Gobineau - Ferdinand von Harrach - Victor Hehn (de) - Anna von Helmholtz - Hermann von Helmholtz - Hermann de Hohenlohe-Langenbourg - Bogdan von Hutten-Czapski - Joseph Joachim - Harry Kessler - Robert von Keudell - Hermann von Keyserling - Karl Klindworth - Ludwig Knaus - Botho von dem Knesebeck (de) - Lilli Lehmann - Franz von Lenbach - Karl Max von Lichnowsky - Franz Liszt | - Walter von Loë - Leopold von Loën - Adolph von Menzel - Ottmar von Mohl - Robert von Mohl - Helmuth von Moltke - Kuno von Moltke (de) - Theodor Mommsen - Georg Herbert zu Münster - Albert Niemann - Helene von Nostitz - Hedwig von Olfers - Luise von Oriola - Ludwig Pietsch - Joseph Maria von Radowitz - Leopold von Ranke - August Reichensperger - Gustav Richter - Raoul Richter (de) | - Anton Rubinstein - Odo Russell - Thassilo von Scheffer (de) - Wilhelm Scholz (de) - Hildegard von Spitzemberg - Otto von Taube (de) - Carl Tausig - Guido von Usedom (de) - Cosima Wagner - Richard Wagner - Johanna Jachmann-Wagner - Carl Friedrich Weitzmann (de) - Anton von Werner - Adolf von Wilbrandt - Anton von Wolkenstein-Trostburg - Hans von Wolzogen |

## Sources
- (de) Schleinitz, Otto Freiherr v. (ed.), Aus den Papieren der Familie v. Schleinitz. Mit einer Vorbemerkung von Fedor von Zobeltitz, Berlin 1904.
- pour la correspondance avec les Wagner, voir: 
  - (de) Richard Wagner, Sämtliche Briefe, éd. Richard-Wagner-Stiftung Bayreuth, 13 vol., Leipzig 2000-2003.
  - (de) Richard Wagner, Schriften und Dichtungen, 16 vol., Leipzig 1911.
- quant au salon, voir:
  - (de) Philipp zu Eulenburg, Aus fünfzig Jahren, Berlin 1923, p. 58 et suivantes.
  - (de) Fedor von Zobeltitz (de), Chronik der Gesellschaft unter dem letzten Kaiserreich, Hambourg 1922, Bd. 2, p. 77 et suivantes.